# Cratone della Tanzania

Localizzazione approssimata dei cratoni del Mesoproterozoico (età superiore a 1,3 miliardi di anni) in Africa e Sud America.

Il cratone della Tanzania è una porzione molto antica e stabile della litosfera continentale posizionata nella Tanzania centrale. Alcune rocce hanno un'età superiore a 3 miliardi di anni.

## Posizione
Il cratone della Tanzania forma la parte più alta del plateau dell'Africa orientale. 

Il cratone è circondato da cinture mobili del Proterozoico con differenti età e gradi di metamorfismo, che includono i sistemi Ubendiano, Usagarano, Karagwe-Ankoleano e Bukobano. La cintura del Mozambico è situata a est. Il cratone fa da separazione tra il ramo orientale e quello occidentale del rift dell'Africa orientale.
La porzione meridionale del rift di Gregory termina contro il cratone. L'area vulcanica di questo rift copre la superficie di interfaccia tra la cintura orogenetica del Mozambico e il cratone della Tanzania. Al di sotto del cratone è presente un superplume. Un effetto indiretto del vulcanismo associato al rift e al mantle plume nel cratone della Tanzania è l'alto livello di nutrienti presenti nel suolo del Serengeti derivanti dalla cenere vulcanica dell'Ol Doinyo Lengai.

## Composizione
Il cratone consiste principalmente di differenti terrane di metasedimenti e di complessi granitici dell'Archeano, ma include anche rocce del sistema di Dodoma (il più antico) nella zona centrale oltre al Nyanzano e il Kavirondiano; c'è inoltre qualche cintura di rocce verdi a sud e a est del Lago Vittoria, intruse da graniti e migmatizzate nel corso di vari eventi che risalgono a 2,9 2,7 2,4 e 1,85 miliardi di anni fa. 
Sono stati trovati gneiss, scisti, migmatite, anfibolite e granulite. Ci sono ampie intrusioni di kimberlite risalenti al Cretacico, prevalentemente nella porzione del cratone al di sotto del lago Vittoria. Includono il camino kimberlitico della miniera di Mwadui nella Tanzania centrale.